# 肝付町立川上中学校
肝付町立川上中学校（きもつきちょうりつ かわかみちゅうがっこう）は、鹿児島県肝属郡肝付町後田（川上地区）に所在した町立中学校。
1949年建立の木造校舎は、「川上中学校本校舎」として国の登録有形文化財に登録されている。
2008年度現在の生徒数は18名で、各学年1学級の小規模校であった。
隣接する肝付町立川上小学校が休校となったことから2012年3月13日に休校式が行われた。川上中学校の通学区域の生徒は2012年度以降、肝付町立国見中学校に通学することになった。その後、再開することなく、肝付町立川上小学校とともに2020年3月をもって廃校となった。